# Irina Odoevtseva
Irina Vladimirovna Odoevtseva (en russe : Ирина Владимировна Одоевцева) de son vrai nom Iraida Heinike, née à Riga, dans l'Empire russe, le 15 juin 1895 ou selon certaines sources, en 1901, morte à Leningrad en Union soviétique, le 14 octobre 1990, est une poétesse, romancière et mémorialiste russe. Elle a été la femme du poète Gueorgui Ivanov.

## Biographie
Iraida Heinike est née à Riga, aujourd'hui la capitale de la Lettonie, alors dans l'Empire russe. Son père Gustav Heinike était un avocat germano-balte. En 1918, après la Révolution d'Octobre, elle se rend à Petrograd, et adopte le nom de plume d'Irina Odoevtseva,. 
Elle assiste aux conférences de l'Institut du mot vivant, rejoint l'acméisme et a pour maître Nikolaï Goumilev, qu'elle révère, et dont elle devient l'élève favori. Ses premiers vers sont publiés par la Maison des arts. Selon Evgueni Evtouchenko, elle charme tout le monde, y compris son professeur, « avec sa poésie brillante et pleine de maîtrise », a un énorme succès avec son premier recueil La Cour des Miracles («Двор чудес», 1922), et « la bohème à moitié affamée ...  sait ses poèmes par cœur ». 
Odoevtseva développe un propre style propre et à de nombreux égards en avance sur son temps, anticipant les dernières expériences d'Oberiou et même des artistes conceptuels soviétiques des années 1960. Sa diction est marquée un trouble de l'élocution, qui l'empêche de prononcer les « r » et qu'elle mentionne plusieurs fois dans ses mémoires.
En 1921, elle épouse le poète Gueorgui Ivanov, un des six acméistes. En 1922, le couple émigre à Paris. Elle y écrit plusieurs romans qui sont traduits dans d'autres langues, L'Ange de la Mort, («Ангел смерти», 1927), Isolde («Изольда», 1931), Abandonner Tout Espoir («Оставь надежду навсегда», 1948). 
Elle aura plus tard un succès littéraire notable avec ses mémoires, Sur les Rives de la Néva («На берегах Невы», 1967) et Sur les Rives de la Seine («На берегах Сены», 1983), pleines d'anecdotes sur ceux qu'elle a connus : Nikolaï Goumilev, Gueorgui Ivanov, Ossip Mandelstam, Zinaïda Hippius, Dimitri Merejkovski, Andreï Biély et Ivan Bounine, entre autres. Ces deux livres suscitent la controverse  en Russie et en France, mais « peuvent être considérés comme un précieux document sur cette époque, malgré leurs aberrations et leurs rebondissements frivoles et fantaisistes », selon le poète et historien de la poésie russe Evgueni Evtouchenko.
Le couple qu'elle a formé 37 ans avec Gueorgui Ivanov avait « peu à voir avec les conceptions habituelles de la vie conjugale », selon sa biographe Ella Bobrova.
Au cours de la Seconde Guerre mondiale et après l'Exode de Paris, le couple vit dans la station balnéaire de Biarritz, où ils avaient acheté une villa. La ville est occupée par les troupes allemandes au cours de l'été 1940. En 1943, leur maison est réquisitionnée par l'armée allemande, mais ils restent à Biarritz jusqu'en 1946. Leurs relations sociales pendant les années de guerre conduiront plus tard Ivanov à être accusé de sympathies nazies, en particulier par son ancien ami Gueorgui Adamovitch.
Après la guerre, Ivanov et Odoevtseva reviennent à Paris, mais sont mis au ban du monde littéraire. Ils vivent dans la pauvreté et Ivanov boit. Au début des années 1950, il perd son autonomie et réside dans des maisons de retraite. Il meurt à Hyères en 1958.
Vingt ans après la mort d'Ivanov, Irina Odoevtseva épouse Jacques Gorbof (né Yakov Gorbov), un écrivain émigré dont elle a traduit les œuvres[réf. souhaitée] dans les années 1950. Elle vit avec lui jusqu'à sa mort en 1981.
En 1987 Irina Odoevtseva revient à Leningrad. Elle est accueillie avec chaleur et pendant quelques années, selon Evtouchenko, elle « est transportée d'un concert à l'autre, comme une sorte de relique parlante, et en effet, elle parle beaucoup, avec beaucoup de grâce et de finesse, qui plus est ». Elle devient une personnalité populaire à la télévision russe pendant la Perestroïka. Ses mémoires sont un succès commercial avec 200 000 exemplaires vendus, plus que toutes ses ventes pendant 65 ans à l'étranger. 
Elle meurt à Leningrad, trois ans plus tard.

## Ouvrages

### Poésie
- (ru) Двор чудес: Стихи 1920—1921 гг. [« La cour des miracles. Vers de 1920 et 1921 »], Petrograd, Мысль,‎ 1922, 64 p. ;
- (ru) Двор чудес: Стихи 1920—1921 гг. [« La cour des miracles. Vers de 1920 et 1921 »], Petrograd, Мысль,‎ 1922, 64 p. ;
- (ru) Контрапункт [« Contrepoint »], Paris,‎ 1951 ;
- (ru) Стихи, написанные во время болезни [« Vers, écrits malade »], Paris,‎ 1952 ;
- (ru) Десять лет [« Dix ans »], Paris,‎ 1961 ;
- (ru) Одиночество [« Solitude »], Washington,‎ 1965 ;
- (ru) Златая цепь [« Chaine d'or »], Paris,‎ 1975, 64 p. ;
- (ru) Портрет в рифмованной раме Двор чудес [« Portrait en forme de vers "La cour des miracles" »], Paris,‎ 1976.

### Romans
- (ru) Ангел смерти [« L'ange de la mort »],‎ 1927 ;
- (ru) Изольда [« Isolde »],‎ 1929 ;
- (ru) Зеркало [« Le miroir »],‎ 1939 ;
- (ru) Оставь надежду навсегда [« Il y a toujours de l'espoir »],‎ 1948 (édition française), 1949 (édition anglaise et espagnole), 1954 (édition russe) ;
- (ru) « Год жизни » [« L'année de la vie »], Возрождение, nos 63—65, 67—69,‎ 1957.

### Livres de souvenirs
- (ru) На берегах Невы [« Sur les rives de la Neva »],‎ 1967 ;
- (ru) На берегах Сены [« Sur les rives de la Seine »],‎ 1983 ;
- (ru) На берегах Леты [« Sur les rives du Léthé »],‎ non publié.